# Jody Thompson (Schauspielerin)
Jody Rae Thompson (* 13. August 1976 in Vancouver, British Columbia) ist eine kanadische Schauspielerin.

## Leben
Ihre Familie ist englischer und deutscher Herkunft, sie selbst spricht fließend Französisch. Bekannt wurde Thompson durch ihr Schauspieldebüt im Alter von 20 Jahren im Fernsehfilm Death Game. Nachdem sie in mehreren Filmen mitspielte, war sie wieder vor allem in verschiedenen Serien wie Smallville und Supernatural zu sehen. In der Serie 4400 – Die Rückkehrer spielt sie die Rolle der Devon.

## Filmografie (Auswahl)
- 1997: Breaker High (Fernsehserie, 1 Episode)
- 1997: Death Game (Fernsehfilm)
- 1998: Teuflische Engel – Sie kriegen euch auch noch (Perfect Little Angels, Fernsehfilm)
- 1998: A Night on the Water
- 1999: Die dreizehnte Legende (The Fear: Resurrection)
- 1999: Night Man (Fernsehserie, 1 Episode)
- 1999: Viper (Fernsehserie, 1 Episode)
- 1999: Du entkommst mir nicht (Don’t Look Behind You, Fernsehfilm)
- 1999: Turbulence 2 (Turbulence II: Fear of Flying)
- 2000: Mission to Mars
- 2000: Secret Agent Man (Fernsehserie, 1 Episode)
- 2000: Shang-High Noon (Shanghai Noon)
- 2001: Hals über Kopf (Head Over Heels)
- 2001: Special Unit 2 – Die Monsterjäger (Special Unit 2, Fernsehserie, 1 Episode)
- 2002: X-Factor: Das Unfassbare (Beyond Belief: Fact or Fiction, Fernsehserie, 1 Episode)
- 2002: Hellraiser: Hellseeker
- 2002: Deadly Little Secrets
- 2003: Andromeda (Gene Roddenberry's Andromeda, Fernsehserie, 1 Episode)
- 2003: Out of Order (Miniserie, 6 Episoden)
- 2003: A Date with Darkness: The Trial and Capture of Andrew Luster (Fernsehfilm)
- 2004–2005: Auf kalter Spur (Cold Squad, Fernsehserie, 2 Episoden)
- 2005: Terminal City (Fernsehserie, 4 Episoden)
- 2005–2007: 4400 – Die Rückkehrer (The 4400, Fernsehserie, 14 Episoden)
- 2006: Supernatural (Fernsehserie, 1 Episode)
- 2006: Blade – Die Jagd geht weiter (Blade: The Series, Fernsehserie, 3 Episoden)
- 2006: Die Tür zur Dunkelheit (In Her Mother's Footsteps, Fernsehfilm)
- 2006: Mord in der Luxusvilla (The Secrets of Comfort House, Fernsehfilm)
- 2006, 2009: Smallville (Fernsehserie, 2 Episoden)
- 2007: Stargate – Kommando SG-1 (Stargate SG-1, Fernsehserie, 1 Episode)
- 2007: Perfect Child (Fernsehfilm)
- 2007: Blood Ties – Biss aufs Blut (Blood Ties, Fernsehserie, 1 Episode)
- 2007–2008: Flash Gordon (Fernsehserie, 2 Episoden)
- 2008: Ace of Hearts
- 2009: Alien Trespass
- 2009: 2012
- 2010: A Trace of Danger (Fernsehfilm)
- 2010: 30 Days of Night: Dark Days
- 2011: Fringe – Grenzfälle des FBI (Fringe, Fernsehserie, 1 Episode)
- 2011: Sanctuary – Wächter der Kreaturen (Sanctuary, Fernsehserie, 3 Episoden)
- 2011: R. L. Stine’s The Haunting Hour (Fernsehserie, 3 Episoden)
- 2012: Liebe in acht Lektionen (How to Fall in Love, Fernsehfilm)
- 2012: Barricade
- 2014: Happy Face Killer (Fernsehfilm)
- 2014: Heavenly Match (Fernsehfilm)
- 2014: The Christmas Shepherd (Fernsehfilm)
- 2015: Killer Photo (Fernsehfilm)
- 2015: Love, Again (Fernsehfilm)
- 2015: Motive (Fernsehserie, 1 Episode)
- 2015: Numb
- 2016: Kindergarten Cop 2
- 2017: Project Mc² (Fernsehserie, 6 Episoden)
- 2017: Date My Dad (Fernsehserie, 1 Episode)